# زواجي السعيد
زواجي السعيد هي رواية خفيفية يابانية من تأليف أكومي أغيتوغي ورسم تسوكيهو تسوكيوكا صدرت على موقع شوسيتسوكا ني نارو. تم تحويلها لأنمي من جزئين و مانغا وتم جمعها في 3 تانكوبون.

## الجوائز والترشيحات
| قائمة الجوائز والترشيحات | قائمة الجوائز والترشيحات | قائمة الجوائز والترشيحات             | قائمة الجوائز والترشيحات | قائمة الجوائز والترشيحات | قائمة الجوائز والترشيحات |
| السنة                    | الجائزة                  | الفئة                                | المستلم                  | النتيجة                  | م.                       |
| ------------------------ | ------------------------ | ------------------------------------ | ------------------------ | ------------------------ | ------------------------ |
| 2024                     | جوائز كرانشي رول للأنمي  | أفضل أنمي رومانسي                    | زواجي السعيد             | رُشِّح                      | [ 2 ]                    |
| 2024                     | جوائز كرانشي رول للأنمي  | أفضل أنمي درامي                      | زواجي السعيد             | رُشِّح                      | [ 2 ]                    |
| 2025                     | جوائز كرانشي رول للأنمي  | أفضل أداء صوتي - القشتالية الأسبانية | أينهوا مايكويز           | رُشِّح                      | [ 3 ]                    |